# Ceramius eburnea
Ceramius eburnea är en stekelart som beskrevs av Turner 1935. Ceramius eburnea ingår i släktet Ceramius och familjen Masaridae. Inga underarter finns listade.